# Elinor Wylie
Elinor Wylie właśc. Elinor Morton Hoyt (ur. 7 września 1885 w Somerville, zm. 16 grudnia 1928) – amerykańska poetka i powieściopisarka. 

## Życie
Szkołę średnią ukończyła w Waszyngtonie w 1904 roku. W 1906 wyszła za mąż za Philipa Hichborna, małżeństwo zakończyło się rozstaniem w 1910 roku, kiedy to poetka uciekła do Anglii z prawnikiem, Horace'em Wylie'm. W późniejszych latach przeniosła się do Nowego Jorku, gdzie zadebiutowała tomikiem Nets to Catch the Wind (1921).  Tam też pracowała w czasopiśmie "Vanity Fair", w którym opiekowała się działem literackim. Wzięła rozwód i wyszła za Williama Rose'a Beneta. Zmarła na wylew w 1928 roku. 

## Twórczość
Tworzyła lirykę erudycyjną, kunsztowną stylistycznie, odzwierciedlającą burzliwe życie osobiste autorki. W późniejszym okresie nawiązywała w swojej twórczości do angielskich poetów metafizycznych. Była autorką zbiorów Nets to Catch the Wind (1921), Black Amor (1923), Angels and Earthly Creatures (1929). Tworzyła też romanse historyczne oparte na rzetelnych studiach historycznych, m.in. Jennifer Lorn (1923), The Orphan Angel (1926). Na język polski wiersze Elinor Wylie tłumaczyli Ludmiła Marjańska, Aleksander Ziemny, Wiktor Jarosław Darasz i przede wszystkim Ryszard Mierzejewski.